# Celama grisescens
Celama grisescens är en fjärilsart som beskrevs av Bethune-Baker 1907. Celama grisescens ingår i släktet Celama och familjen trågspinnare. Inga underarter finns listade i Catalogue of Life.